# Lasioglossum meneliki
Lasioglossum meneliki là một loài Hymenoptera trong họ Halictidae. Loài này được Friese mô tả khoa học năm 1915.